# 関 (さいたま市)
関（せき）は、埼玉県さいたま市南区および桜区の地名。現行行政地名は南区には関一丁目及び関二丁目と、桜区には堤外地に飛地として大字関（浦和ゴルフ倶楽部クラブハウス向かい、及びさくら草公園内）が2ヶ所存在する。町丁は住居表示実施済み。郵便番号は336-0038（南区）。

## 地理
さいたま市の南部、南区の北の沖積平野に位置する。JR埼京線中浦和駅の西側に広がる地区である。北は鴻沼川を挟んで桜区西堀、東から南にかけては道路･水路を境界に南区鹿手袋、西は道路（田島排水路（暗渠））を境に桜区田島である。
地内は北部の鴻沼川周辺を除き市街化区域で、主に住宅地となっている。

### 河川
- 鴻沼川
  - 高沼用水東縁（2014年に暗渠化された）
- 田島排水路（暗渠化され歩道が整備されている）

## 歴史
もとは江戸期より存在した武蔵国足立郡与野領に属する関村であった。平野原に持添新田の飛地を領していた。村高は「武蔵田園簿」では59石（田41石、畑18石）、「元禄郷帳」では76石、「天保郷帳」では96石。助郷は中山道浦和宿に出役していた。化政期の戸数は17軒で、村の規模は東西20町余、南北2町余であった。
- 発足当初は幕府領、正保年間（1645年〜1648年）に知行は旗本水野氏となり、承応年間（1652年〜1655年）に再び幕府領となる[6]。なお、検地は1689年(元禄3年）に実施[7]。
- 幕末時点では足立郡関村であった。明治初年の『旧高旧領取調帳』の記載によると、代官大竹左馬太郎支配所が管轄する幕府領であった[8]。
- 1868年（慶応4年）6月19日 - 幕府領が武蔵知県事・山田政則（忍藩士）の管轄となる。
- 1869年（明治2年） 
  - 1月13日 - 武蔵知県事・宮原忠英の管轄区域に大宮県を設置。県庁は東京府馬喰町に置かれる。
  - 9月29日 - 県庁が浦和に置かれ浦和県に改称。
- 1871年（明治4年）11月13日 - 第1次府県統合により埼玉県の管轄となる。
- 1879年（明治12年）3月17日 - 郡区町村編制法により成立した北足立郡に属す。郡役所は浦和宿に設置。
- 1889年（明治22年）4月1日 - 周辺10ヶ村と合併し土合村となり[9]、土合村大字関となる[6]。
- 1955年（昭和30年）1月1日 - 土合村は大久保村とともに浦和市に編入され[10]、浦和市の大字となる。
- 1979年（昭和54年）6月2日 - 大字関の一部が新たに成立した大字油面[11]の一部となる[12]。
- 1990年（平成2年）8月1日 - 住居表示が施行され、埼玉県道40号さいたま東村山線を境に南北を一丁目と二丁目が成立する。堤外地（河川敷）の大字関は存続。
- 2001年（平成13年）5月1日 - 浦和市は大宮市、与野市と合併しさいたま市となり、さいたま市関及びさいたま市大字関となった。
- 2003年（平成15年）4月1日 - さいたま市は政令指定都市へ移行、区制を敷き当該地区の大半は南区となり、南区部分はさいたま市南区関となった。桜区となった堤外地の部分は大字のままさいたま市桜区大字関となり、現在に至る。

## 世帯数と人口
2017年（平成29年）9月1日現在の世帯数と人口は以下の通りである。
| 区   | 丁目     | 世帯数  | 人口    |
| ---- | -------- | ------- | ------- |
| 南区 | 関一丁目 | 267世帯 | 487人   |
| 南区 | 関二丁目 | 288世帯 | 657人   |
| 南区 | 計       | 555世帯 | 1,144人 |

## 小・中学校の学区
市立小・中学校に通う場合、学区（校区）は以下の通りとなる。
| 丁目     | 番地 | 小学校                     | 中学校                 |
| -------- | ---- | -------------------------- | ---------------------- |
| 関一丁目 | 全域 | さいたま市立浦和大里小学校 | さいたま市立白幡中学校 |
| 関二丁目 | 全域 | さいたま市立浦和大里小学校 | さいたま市立白幡中学校 |

## 交通
鉄道
- 埼京線
  - 中浦和駅
  - 武蔵浦和駅（徒歩12分〜15分）
- 武蔵野貨物線
  - （別所信号場）

道路
- 埼玉県道40号さいたま東村山線（新開通[14]）

### バス
- 武蔵野貨物線の高架下付近（埼玉県道40号さいたま東村山線）に、「関」バス停があるのみである[14]。国際興業バスが停車する。

## 施設
1丁目
- 東福寺[14]
  - 阿弥陀三尊種子板石塔婆（市指定文化財[15]）
- 神明神社
  - 神明神社古墳（市指定文化財[16]）
- 関児童公園 - 古墳の裏手、鴻沼川の傍にある。
- 関神明会館 - 古墳の傍にある。

2丁目
- 関南児童公園 - JRの高架下に位置する面もある。
- 東京電力パワーグリッド西浦和変電所
- 東京電力パワーグリッド田島変電所

大字関
- さくら草公園（一部）
- 田島ケ原サクラソウ自生地（一部）
- 浦和ゴルフクラブ（クラブハウス向い側の一部）